# Трансферабільність (хімія)
Трансферабільність (рос. трансферабельность, англ. transferability) — інваріантність властивостей, які концептуально асоціюються з атомом або певним постійним фрагментом, що може бути присутнім у різних молекулах, приміром, електронегативність, електрофільність та нуклеофільність, хімічний зсув ЯМР. Тобто, коли певні властивості мають сталі або близькі значення в різних структурних ситуаціях для однакових структурних одиниць.